# Ökölvívás az 1999-es pánamerikai játékokon
Ökölvívás az 1999. évi pánamerikai játékokon
- Helyszín: Winnipeg, Kanada.
- Időpont: 1999. július 31. – augusztus 8.
- 12 versenyszámban avattak bajnokot.
- A küzdelmek egyenes kieséses rendszerben zajlottak, és mindkét elődöntő vesztese bronzérmet kapott.

## Érmesek
| 1999. évi pánamerikai játékok ökölvívó érmesei |                                           |                                          |                                                                            |
| Versenyszám                                    | Arany                                     | Ezüst                                    | Bronz                                                                      |
| Szupernehézsúly                                | Alexis Rubalcaba (Kuba)                   | Davin King (Amerikai Egyesült Államok)   | Claudio Silva (Brazília) Manuel Azar (Argentína)                           |
| Nehézsúly                                      | Odlanier Solís (Kuba)                     | Mark Simmons (Kanada)                    | Marcelino Novaes (Brazília) Kerron Speid Jamaica                           |
| Félnehézsúly                                   | Humberto Savigne (Kuba)                   | Laudelino Barros (Brazília)              | Troy Amos Ross (Kanada) Hugo Garay (Argentína)                             |
| Középsúly                                      | Yohanson Martínez (Kuba)                  | Arthur Palac (Amerikai Egyesült Államok) | José Herrera (Kolumbia) Jim Rodriguez (Venezuela)                          |
| Nagyváltósúly                                  | Jorge Gutiérrez (Kuba)                    | Scott MacIntosh (Kanada)                 | Euris González (Dominikai Köztársaság) David Sean Black Jamaica            |
| Váltósúly                                      | Juan Hernández Sierra (Kuba)              | Jeremy Molitor (Kanada)                  | LeChaunce Shepherd (Amerikai Egyesült Államok) Charlie Navarro (Venezuela) |
| Kisváltósúly                                   | Victor Hugo Castro (Argentína)            | Kelson Santos (Brazília)                 | Diógenes Luna (Kuba) Corey Bernard (Amerikai Egyesült Államok)             |
| Könnyűsúly                                     | Mario Kindelán (Kuba)                     | Dana Laframboise (Kanada)                | Patrick López (Venezuela) Cristian Bejarano (Mexikó)                       |
| Pehelysúly                                     | Yudel Johnson (Kuba)                      | Zayas Younan (Kanada)                    | Jorge Martínez (Mexikó) Aaron Torres (Amerikai Egyesült Államok)           |
| Harmatsúly                                     | Gerald Tucker (Amerikai Egyesült Államok) | Nehomar Cermeno (Venezuela)              | Waldemar Font (Kuba) Ceferino Labarda (Argentína)                          |
| Légsúly                                        | Omar Andrés Narváez (Argentína)           | José Navarro (Amerikai Egyesült Államok) | Daniel Ponce (Mexikó) Manuel Mantilla (Kuba)                               |
| Papírsúly                                      | Maikro Romero (Kuba)                      | Liborio Romero (Mexikó)                  | Iván Calderón (Puerto Rico) Patricio Calero (Ecuador)                      |